# Mars Needs Moms
Mars Needs Moms is een Amerikaanse motion captured animatiefilm uit 2011 geregisseerd door Simon Wells en gebaseerd op het gelijknamige boek van Berkeley Breathed. De film ging in première op 11 maart 2011 en werd uitgebracht door Walt Disney Pictures.
Mars Needs Moms was het laatste product van ImageMovers Digital, een bedrijf van Robert Zemeckis. De film was zowel op kritisch als financieel gebied een flop met een nettoverlies van $136.007.242.

## Verhaal
De negenjarige Milo rebelleert constant met zijn moeder (een huisvrouw) en vader (een workaholic). Net voor de zomer start, vertrekt zijn vader op een bedrijfsreis.  Milo wil tijdens de vakantie plezier maken, maar zijn moeder schakelt hem in voor huishoudelijke klussen. Wanneer Milo op een avond geen broccoli wil eten, stuurt zijn moeder hem vroegtijdig naar bed. Na wat geruzie wenst Milo dat hij nooit een moeder had gehad. Tijdens de nacht komt zijn wens uit en ontvoeren marsmannetjes haar. De marsmannetjes hebben de aarde al langere tijd geobserveerd en ontvoeren nu aardse moeders om Martiaanse kinderen op te voeden.
Daarop gaat Milo met een ruimteveer naar Mars om zijn moeder te redden.

## Rolverdeling
| Personage     | Engelse stem      | Nederlands/Vlaamse stem |
| ------------- | ----------------- | ----------------------- |
| Milo          | Seth Dusky        | Christian Nieuwenhuizen |
| Milo's Moeder | Joan Cusack       | Hilde de Mildt          |
| Gribble       | Dan Fogler        | Govert Deploige         |
| Ki            | Elisabeth Harnois | Ingrid Van Rensbergen   |
| Supervisor    | Mindy Sterling    | Kirsten Cools           |
| Milo's vader  | Tom Everett Scott | Ewout Eggink            |